# Linn (Kansas)
Linn – miasto w Stanach Zjednoczonych, w stanie Kansas, w hrabstwie Washington.